# ハパックロイド・フルーク3378便不時着事故
ハパックロイド・フルーク3378便不時着事故（ハパックロイド・フルーク3378びんふじちゃくじこ、英語：Hapag-Lloyd Flight 3378）とは、2000年7月12日にドイツの航空会社ハパックロイド・フルーク（2007年にTUIフライ・ドイッチュラントへ合併）のハニア発ハノーファー行き3378便が燃料切れのためウィーンへ不時着した航空事故である。結果的に犠牲者は出なかったが機体は全損した。
不具合によりハニア離陸後に降着装置の適切な引き込みができなかったため、念のため完全に展開したままハノーファーに向けて飛行した。ウィーンへの航路変更を試みていた際に最終的に燃料切れとなり、滑走路のすぐ手前で不時着した。

## 経緯
3378便の機長はWolfgang Arminger（56）であり、中央ヨーロッパ夏時間（CEST）10時59分にギリシャのクレタ島にあるハニア国際空港を離陸した。しかしその直後、コックピットの"gear unsafe"の赤ランプと"gear door open"の黄ランプが点灯し、降着装置を完全に格納できないことが判明した。計4回にわたって格納を試みた後も、装置は完全に展開されたままだったが、全ライトは巡航速度のために格納扉を閉じた有効な状態を示した。いずれにせよ着陸前に燃料を消費しなければならないので、3378便は目的地のドイツへ向けて飛行を続けた。副操縦士はACARSやストックホルム無線局を通じた航空会社との代替的な通信手段の確立に1時間近く費やし、技術協議のための短波無線局が利用できないことによってコックピットの作業負荷は増加した。パイロットらは飛行管理装置（FMS）を用いて燃料消費量を予測し、ディスパッチャーと協議した機長はフライトを短縮して別のA310型機が乗客を最終目的地に送る準備ができているミュンヘン空港へ向かうことを決定した。FMSは展開したままの降着装置によって生じる余分な抗力を考慮するようには設計されていなかった。しかし機長はその事実を見逃したまま飛行を続けてしまった。予想外に燃料が減少したことで実際にはミュンヘンは飛行可能圏内には入っていないことが明らかになった。CEST正午ごろに機長はオーストリアのウィーン国際空港へダイバートすることを決断した。
その後間もなく、3378便はギリシャ国内に残る最後のウェイポイントYNN（ウィーンまでの総距離の3分の1）へ飛行したが、副操縦士は既に燃料の半分を消費してしまったことを機長に報告した。 12時34分、FMS予測によるウィーン到着時の燃料残量は1.9トンに低下した。こうした状況下では、航空会社の規則は最も近く適当な空港（この場合は10分離れた距離にあるザグレブ国際空港）へ直ちにダイバートすることを定めている。調査報告書は「パイロットが直ちにこの状況に対応したという形跡はなかった。」としている。9分後にザグレブ管制との通信があったが、パイロットは滑走路への最も直接的なアクセスを要求しながら、ウィーンの方へ進んだ。12時53分、パイロットはウィーン管制に対し、滑走路への直接アクセスができない場合は、より近いグラーツ空港への変更を希望すると通告した。これを受けたウィーン管制は問い合わせて最終的に3378便の燃料不足を知ったが、機長は未だ通常の着陸を想定しており緊急事態を宣言しなかった。燃料残量が1.9トンを下回ると、副操縦士は2度にわたって緊急事態宣言をするよう機長に促したが、機長はこの判断を見送った。13時01分、自動的にACARSメッセージを生成する"LT-Fuel low level"の警告が1340kgの燃料残量を示した。この時の3378便は、ザグレブの北東78km、グラーツの南東157km、目的地ウィーンからは243kmの位置にあった。13時07分、機長は未だウィーンへの到着を予定していると主張する一方で、ようやく燃料不足による緊急事態を宣言した。
この時点の機長はまだグラーツへのダイバートの可能性を議論していたが、3378便の地図集にはグラーツ空港の進入経路図が無いことに気付いた。 13時12分、機長は3378便の苦境に対するFMSの寄与についてなおも議論していた。副操縦士はFMSの正確性に不信を抱いていたが、機長はFMSを擁護した。機長は副操縦士に対し、着陸後の緊急出動を要請せず、特にエンジンが停止した場合はフラップの展開を遅らせるよう指示した。13時26分、右外部燃料ポンプの入口で圧力が低下したが、ポンプ操作はされなかった。滑走路から22kmの位置で両エンジンが停止したが、副操縦士は数分で第1エンジンのみは再始動させることができた。最終チェックリストのための時間がなかったため、"Land Recovery"のスイッチは無視され、低速時の安定制御に必要な補助翼の動作が制限された。左主翼のウィングチップ・フェンスが滑走路手前約660メートルの草地に当たると、続いて左後輪が22メートル後に破損した。機体は進入灯およびアンテナ列の上を第1エンジンと右後輪で滑り、左へ90°転回して誘導路末端付近で停止した。緊急脱出スライドを使用した際に乗客約26名が軽傷を負った。事故現場の写真は機体が構造的に無傷だったことを示しているが、胴体下部への深刻な損傷により全損扱いとなった。

## 事故調査
この事故の最終報告書は2006年3月21日にオーストリア連邦運輸局（Bundesanstalt für Verkehr, BAV）の航空事故調査委員会（Flugunfalluntersuchungsstelle）によりドイツ語のみで発行された。それによると、降着装置の格納が失敗した原因は整備時の軽微な見落としであった。ロックナットが適切に固定されていなかったため、ねじが徐々に回転して最終的に10ミリの誤差が生じ、装置の完全な格納を妨げていた。
報告書では、なぜパイロットがこのような装置の比較的軽微な技術的不具合に対して適切に対処できず、燃料枯渇によるエンジン停止に至るまで飛行を続けたのかいくつかの主因を挙げている。
- 機長は、いくつかの人的要因や最も重要で過酷な作業とストレスにより引き起こされた燃料残量に関する会社の規制に従わず、状況認識の喪失につながった。
  - 燃料残量を計測する際には、降着装置展開時のFMSが適用できないことを認識していなかったため、FMSのみを用いて決定された。
  - 機長は燃料不足の警告を受けても近くのザグレブ空港に向かうことができず、過度に単一目標指向になったと考えられる。
- エアバスの文書はFMSを使用した燃料管理に適用される制限について、運航乗務員に充分かつ明確に伝えていなかった。
- 航空会社側は「異常な降着装置格納時の表示」のためのチェックリストに充分な文書を提供せず、運航部による燃料要求の見直しも不適切であった。

本報告書では、今後こういった問題を回避するためのシステム、文書、手順の改善について14の提言をした。

## 刑事訴追
ハパックロイド・フルークは事故の半年後に機長が自主退職したことを発表した。2004年にハノーファー地方裁判所は、機長を「航空交通への危険な干渉」として、また、ザグレブへ向かわなかったことで「他者の生命を危険に晒した」として禁固6ヵ月の刑を言い渡した。この判決は、主要な裁判の2回の法廷だけではすべての証拠を提示して評価するには不十分だと主張するドイツの法廷記者Gisela Friedrichsenにより非難された。